# Mengyang Zhen
Mengyang Zhen (kinesiska: 勐养, 勐养镇) är en köping i Kina. Den ligger i provinsen Yunnan, i den sydvästra delen av landet, omkring 450 kilometer väster om provinshuvudstaden Kunming.
Genomsnittlig årsnederbörd är 1 537 millimeter. Den regnigaste månaden är juli, med i genomsnitt 402 mm nederbörd, och den torraste är januari, med 4 mm nederbörd.